# Chōko Iida
Pour les articles homonymes, voir Iida (homonymie).
Chōko Iida (飯田蝶子, Iida Chōko) est une actrice japonaise née le 15 avril 1897 et morte le 26 décembre 1972.

## Biographie
Chōko Iida a tourné dans plus de 320 films entre 1923 et 1970.

## Filmographie partielle

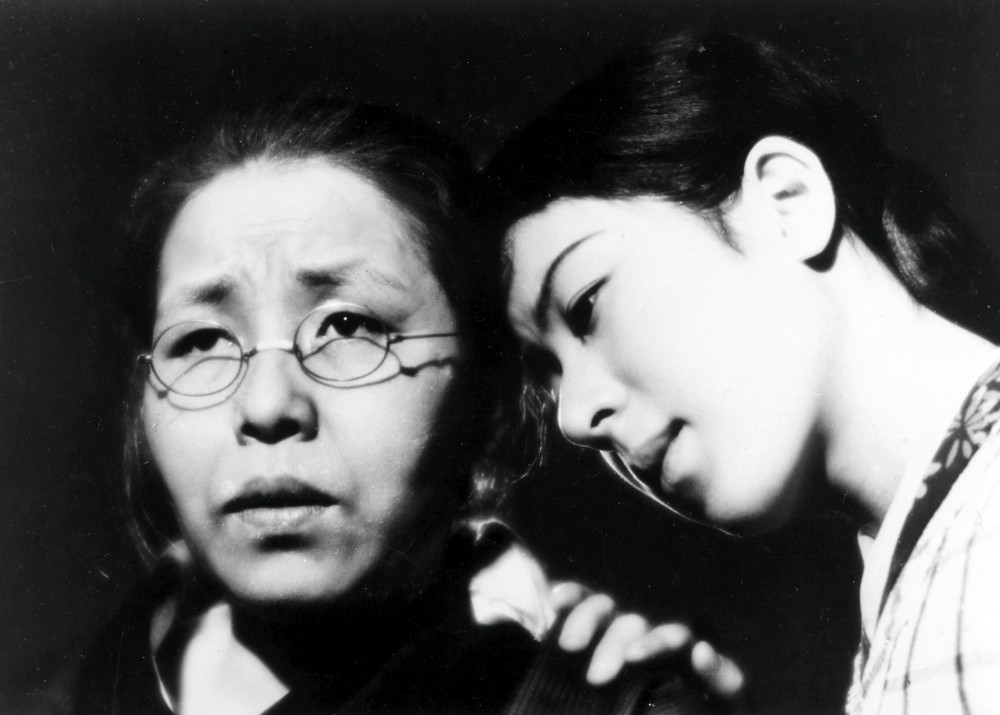
Chōko Iida et Yoshiko Tsubouchi dans Le Fils unique (1936).

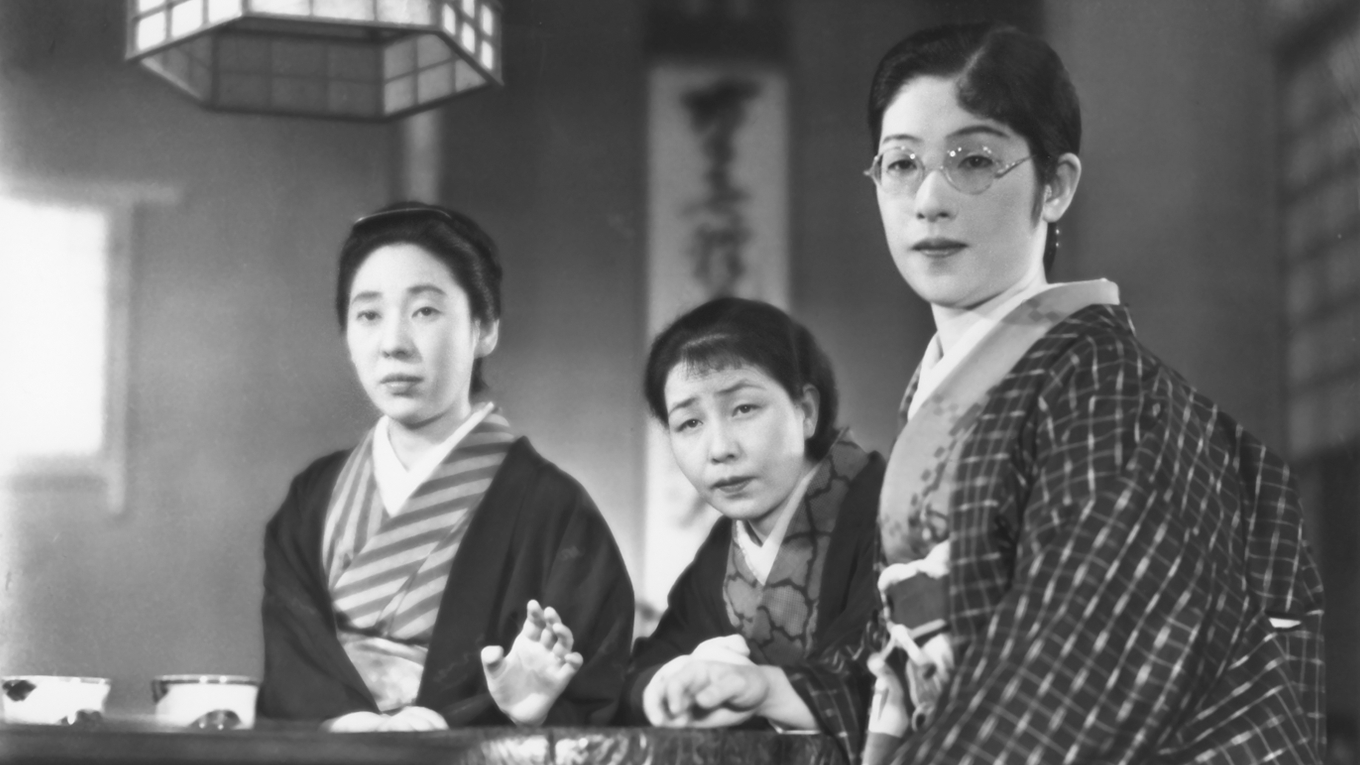
Mitsuko Yoshikawa, Chōko Iida et Sumiko Kurishima dans Qu'est-ce que la dame a oublié ? (1937).

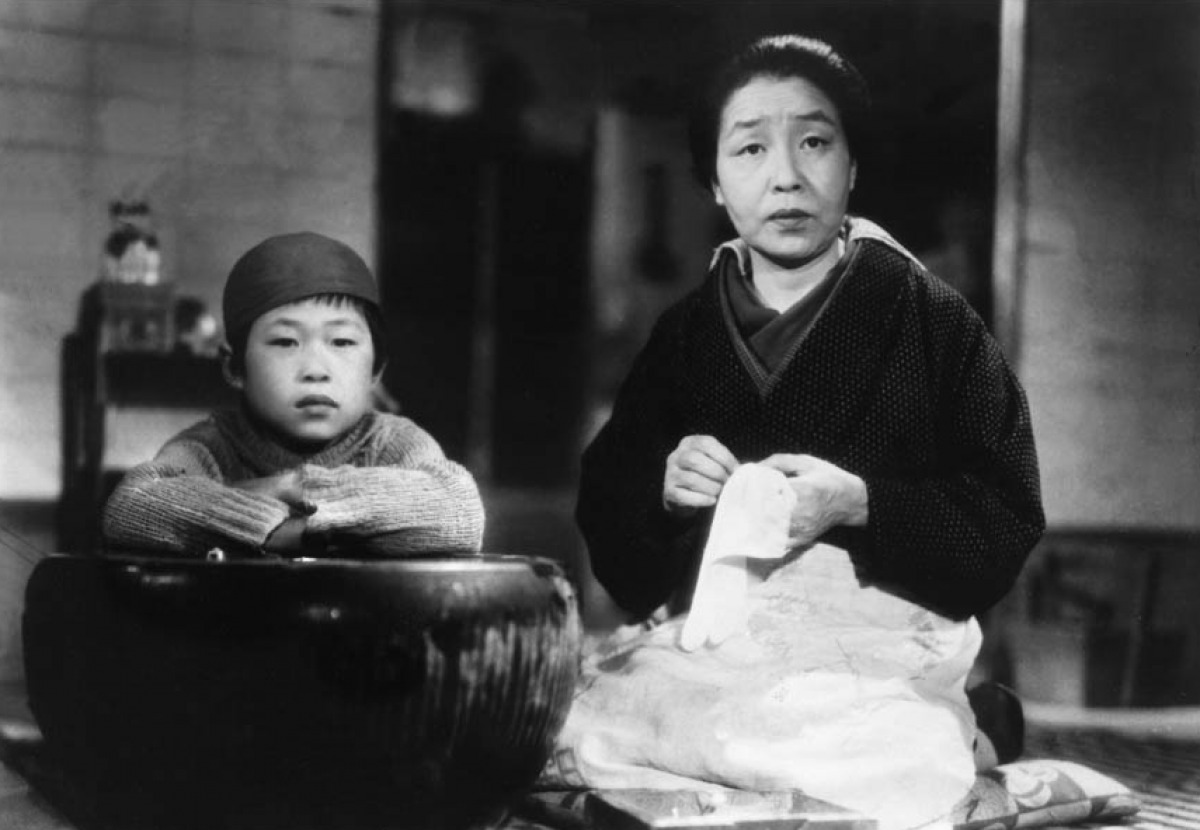
Hohi Aoki et Chōko Iida dans Récit d'un propriétaire (1947).

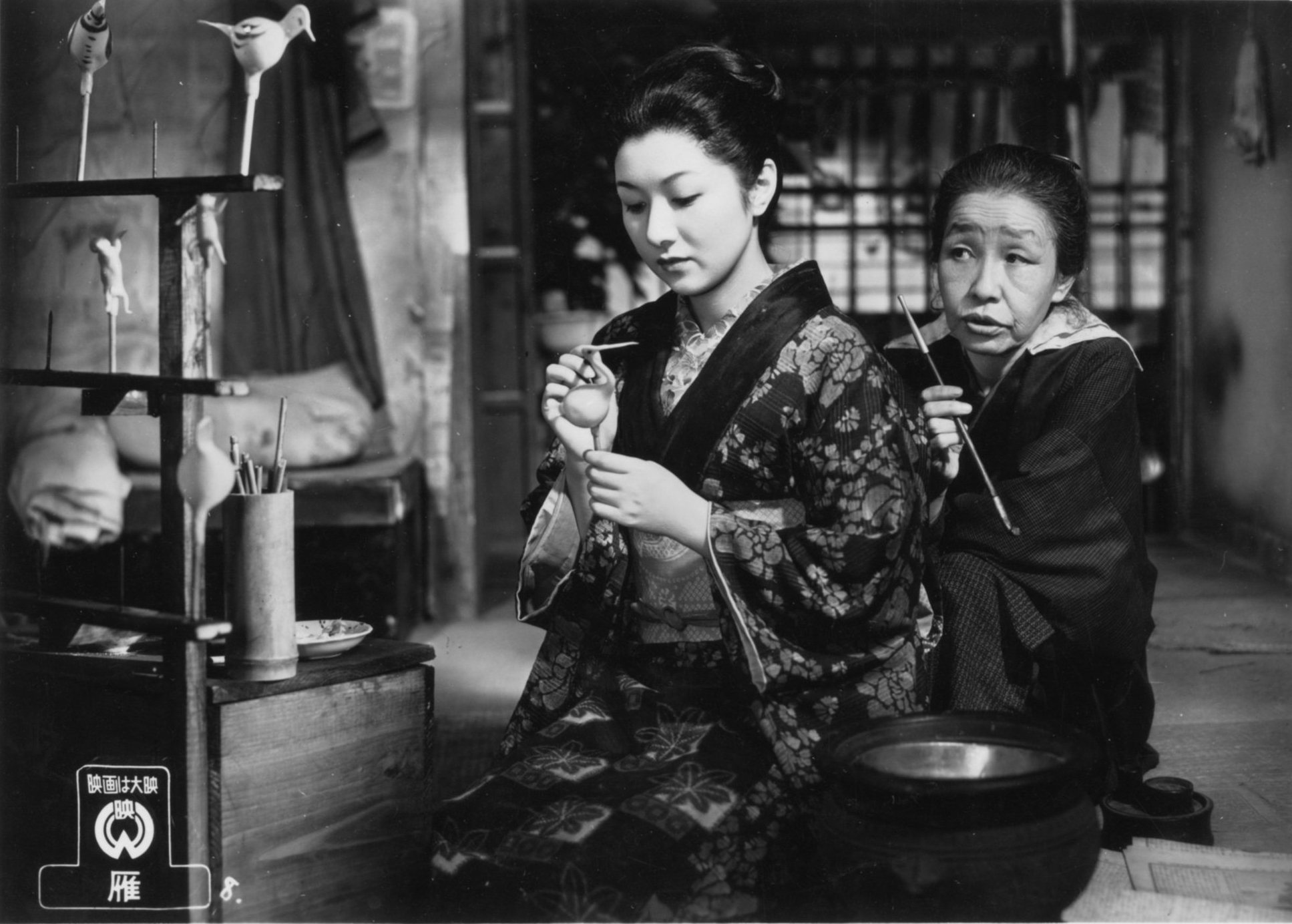
Hideko Takamine et Chōko Iida dans L'Oie sauvage (1953).

- 1928 : Un corps magnifique (肉体美, Nikutaibi?) de Yasujirō Ozu : Ritsuko
- 1929 : La Montagne au trésor (宝の山, Takara no yama?) de Yasujirō Ozu : patronne d'une maison de geisha
- 1929 : J'ai été diplômé, mais... (大学は出たけれど, Daigaku wa deta keredo?) de Yasujirō Ozu
- 1931 : La Dame et le Barbu (淑女と髯, Shukujo to hige?) de Yasujirō Ozu : la mère de Hiroko
- 1931 : Le Chœur de Tokyo (東京の合唱, Tōkyō no kōrasu?) de Yasujirō Ozu
- 1932 : Jusqu'à notre prochaine rencontre (また逢ふ日まで, Mata au hi made?) de Yasujirō Ozu
- 1933 : Cœur capricieux (出来ごころ, Dekigokoro?) de Yasujirō Ozu
- 1933 : La Danseuse d'Izu (恋の花咲く 伊豆の踊子, Koi no hana saku Izu no odoriko?) de Heinosuke Gosho
- 1933 : L'Amour (愛撫, Ramūru?) de Heinosuke Gosho
- 1933 : Après notre séparation (君と別れて, Kimi to wakarete?) de Mikio Naruse : la patronne de la maison de geisha
- 1933 : Rêves de chaque nuit (夜ごとの夢, Yogoto no yume?) de Mikio Naruse : la propriétaire du bar
- 1933 : Les Rêves de la jeune fille mariée (花嫁の寝言, Hanayome no negoto?) de Heinosuke Gosho : une voisine
- 1934 : L'Amour d'une mère (母を恋はずや, Haha o kowazuya?) de Yasujirō Ozu
- 1934 : Histoire d'herbes flottantes (浮草物語, Ukikusa monogatari?) de Yasujirō Ozu
- 1934 : Yaé, ma petite voisine (隣の八重ちゃん, Tonari no Yae-chan?) de Yasujirō Shimazu
- 1935 : Une jeune fille pure (箱入娘, Hakoiri musume?) de Yasujirō Ozu : Otsune
- 1935 : Une auberge à Tokyo (東京の宿, Tōkyō no yado?) de Yasujirō Ozu
- 1935 : Le Fardeau de la vie (人生のお荷物, Jinsei no onimotsu?) de Heinosuke Gosho
- 1936 : Le collège est un endroit agréable (大学よいとこ, Daigaku yoitoko?) de Yasujirō Ozu
- 1936 : Le Fils unique (一人息子, Hitori musuko?) de Yasujirō Ozu
- 1936 : La Femme de la brume (朧夜の女, Oboroyo no onna?) de Heinosuke Gosho
- 1936 : Réunion de famille (家族会議, Kazoku kaigi?) de Yasujirō Shimazu
- 1937 : Qu'est-ce que la dame a oublié ? (淑女は何を忘れたか, Shukujo wa nani o wasureta ka?) de Yasujirō Ozu
- 1937 : Les Trois Prétendants (婚約三羽烏, Konyaku sanbagarasu?) de Yasujirō Shimazu
- 1940 : Nobuko (信子, Nobuko?) de Hiroshi Shimizu : Okei
- 1941 : Les Frères et Sœurs Toda (戸田家の兄妹, Todake no kyodai?) de Yasujirō Ozu : Kiyo
- 1944 : La Ville en liesse (歓呼の町, Kanko no machi?) de Keisuke Kinoshita : Osei
- 1945 : Les Demoiselles d'Izu (伊豆の娘たち, Izu no musumetachi?) de Heinosuke Gosho
- 1947 : Récit d'un propriétaire (長屋紳士録, Nagaya shinshiroku?) de Yasujirō Ozu
- 1948 : L'Ange ivre (醉いどれ天使, Yoidore tenshi?) d'Akira Kurosawa
- 1949 : Chien enragé (野良犬, Nora inu?) d'Akira Kurosawa
- 1949 : Le Fantôme de Yotsuya (新釈 四谷怪談 前篇, Shinshaku Yotsuya kaidan: Zenpen?) de Keisuke Kinoshita : Okura
- 1949 : Le Fantôme de Yotsuya II (新釈 四谷怪談 後篇, Shinshaku Yotsuya kaidan: Kōhen?) de Keisuke Kinoshita : Okura
- 1950 : Rapport sur la conduite du professeur Ishinaka (石中先生行状記, Ishinaka sensei gyōjoki?) de Mikio Naruse : la mère de Teisaku
- 1951 : Nous sommes vivants (どっこい生きてる, Dokkoi ikiteru?) de Tadashi Imai
- 1953 : L'Oie sauvage (雁, Gan?) de Shirō Toyoda
- 1955 : Croissance (たけくらべ, Takekurabe?) de Heinosuke Gosho
- 1955 : Journal d'un policier (警察日記, Keisatsu nikki?) de Seiji Hisamatsu
- 1955 : Maternité éternelle (乳房よ永遠なれ, Chibusa yo eien nare?) de Kinuyo Tanaka : Hide
- 1956 : Ombres en plein jour (真昼の暗黒, Mahiru no ankoku?) de Tadashi Imai
- 1957 : Le Corbeau jaune (黄色いからす, Kiiroi karasu?) de Heinosuke Gosho
- 1957 : Les Demi-frères (異母兄弟, Ibo kyōdai?) de Miyoji Ieki : Masu
- 1958 : Kanai anzen (家内安全?) de Hisanobu Marubayashi (ja)
- 1958 : L'Homme au pousse-pousse (無法松の一生, Muhomatsu no issho?) de Hiroshi Inagaki
- 1958 : Nuages d'été (鰯雲, Iwashigumo?) de Mikio Naruse : Hide
- 1961 : Comme épouse et comme femme (妻として女として, Tsuma to shite onna to shite?) de Mikio Naruse
- 1962 : Chronique de mon vagabondage (放浪記, Hōrōki?) de Mikio Naruse
- 1963 : Hawai no wakadaishō (ハワイの若大将?) de Jun Fukuda
- 1963 : La Mer étincelante (光る海, Hikaru umi?) de Kō Nakahira : la domestique des Ichida
- 1964 : Onsen joi (温泉女医?) de Keigo Kimura
- 1964 : Le Fou conducteur de tanks (馬鹿が戦車でやって来る, Baka ga tanku de yatte kuru?) de Yōji Yamada
- 1966 : Si j'avais de la chance (運が良けりゃ, Un ga yokerya?) de Yōji Yamada
- 1968 : La Grande aventure de Hajime Hana (ハナ肇の一発大冒険, Hana Hajime no ippatsu daiboken?) de Yōji Yamada
- 1969 : Furesshuman wakadaishō (フレッシュマン若大将?) de Jun Fukuda
- 1969 : Nyu jirando no wakadaishō (ニュージーランドの若大将?) de Jun Fukuda
- 1969 : Nippon ichi no danzetsu otoko (日本一の断絶男?) d'Eizō Sugawa

## Récompenses et distinctions
- 1963 : récipiendaire de la médaille au ruban pourpre
- 1967 : récipiendaire de l'ordre du Trésor sacré de quatrième classe